# Reinhard Peesch
Reinhard Peesch (* 11. Dezember 1909 in Berlin; † 26. Februar 1987 ebenda) war ein deutscher Volkskundler und Linguist.

## Leben
Reinhard Peesch war Mitglied der Akademie der Wissenschaften der DDR im Bereich Volkskunde des Zentralinstituts für Geschichte. In den 1950er Jahren führte er eine empirische Untersuchung bei Kindern und Jugendlichen in Ost- und Westberlin über die bei ihnen beliebten Spiele durch. Ab 1956 dokumentierte er in einem von Wolfgang Steinitz, Vizepräsident der Deutschen Akademie der Wissenschaften und Direktor des Instituts für deutsche Volkskunde, begründeten Forschungsprojekt die pommersche Fischervolkskunde. Aus dieser Arbeit resultierten Peeschs Habilitationsschrift Die Fischerkommünen auf Rügen und Hiddensee von 1961 und weitere Fachpublikationen. Peesch galt damals als ein führender Kenner der traditionellen Arbeitswelt der Fischerei und forschte auch über andere Bereiche der  europäischen Sachkultur.
Er war Mitarbeiter der Zentralstelle des Atlas der deutschen Volkskunde in Berlin. Er war Leiter und von 1967 bis 1969 kommissarischer Direktor des Instituts für deutsche Volkskunde der Humboldt-Universität in Berlin.
Reinhard Peeschs Standardwerk Ornamentik der Volkskunst in Europa wurde auch ins Englische übersetzt. Der Volkskundler arbeitete an der Reihe Ethnologia Europaea mit, die seit den späten 1960er Jahren die internationale Zusammenarbeit im Fach Ethnologie stärken will. Peesch war 1968 bis 1970 an der Redaktion der Festschrift für den Gründer der Ethnologia Europaea, den schwedischen Volkskundler Sigurd Erixon, beteiligt.

## Schriften
- Deutsche Volkstrachten (= Deutsches Volksgut. 6, ZDB-ID 971109-0). Verlag für soziale Ethik und Kunstpflege, Berlin 1934.
- Der Wortschatz der Fischer im Kietz von Berlin-Köpenick (= Veröffentlichungen des Instituts für Deutsche Sprache und Literatur. 3, ISSN 0568-4137). Akademie-Verlag, Berlin 1955.
- Das Berliner Kinderspiel der Gegenwart (= Veröffentlichungen des Instituts für Deutsche Volkskunde. 14, ZDB-ID 515889-8). Akademie-Verlag, Berlin 1957.
- Zwischen Kunstgeschichte und Volkskunde. Festschrift für Wilhelm Fraenger (= Veröffentlichungen des Instituts für Deutsche Volkskunde. 27). Akademie-Verlag, Berlin 1960.
- Die Fischerkommünen auf Rügen und Hiddensee (= Veröffentlichungen des Instituts für Deutsche Volkskunde. 28). Akademie-Verlag, Berlin 1961.
- Das Gerät in der Arbeitswelt des Fischers. Zur Tradierung von Gerät und Arbeitserfahrung. In: Deutsches Jahrbuch für Volkskunde. Band 12, 1966, S. 26–36.
- Holzgerät in seinen Urformen (= Veröffentlichungen des Instituts für Deutsche Volkskunde. 42). Akademie-Verlag, Berlin 1966.
- als Herausgeber mit Wolfgang Rudolph: Kolloquium Balticum Ethnographicum 1966. Vorträge und Berichte der Internationalen Tagung in Berlin und Stralsund (= Veröffentlichungen des Instituts für Deutsche Volkskunde. 46). Akademie-Verlag, Berlin 1968.
- Benennungen und Benennungsmotive zu einem Gerätetyp. In: Deutsches Jahrbuch für Volkskunde. Band 14, 1968, S. 16–38.
- Volkskunst. Umwelt im Spiegel populärer Bildnerei des 19. Jahrhunderts. Akademie-Verlag, Berlin 1978.
- Ornamentik der Volkskunst in Europa. Edition Leipzig, Leipzig 1981, (Englisch: The Ornament in European Folk Art. Edition Leipzig, Leipzig 1982; französisch: Art populaire en Europe. SACELP, Paris 1982, ISBN 2-903857-05-9).
- mit Wolfgang Rudolph: Mecklenburgische Volkskunst. Fotos von Volkmar Herre. Seemann, Leipzig 1988, ISBN 3-363-00358-7.